# Scharnhorst (Schiff, 1918)
Die Scharnhorst ex Von Schönberg war ein deutsches Vorpostenboot der Kaiserlichen Marine und ab 1919 ein Fischdampfer. Ende 1927 ging sie im Weißen Meer auf einer Fangreise verschollen.

## Geschichte
Das Boot lief offenbar im Juni 1918 vom Stapel; Namensgeber war Fregattenkapitän Karl von Schönberg, Kommandant des Kleinen Kreuzers SMS Nürnberg, der am 8. Dezember 1914 in der Falklandschlacht gesunken war. Am 15. Oktober 1918 wurde die Von Schönberg der Vorpostenflottille der Nordsee zugeteilt. Über einen Kriegseinsatz ist nichts bekannt.
Am 24. März 1919 wurde das Boot als Scharnhorst mit dem Fischereikennzeichen PG 213 (= Preußisch Geestemünde) von der Reederei F. A. Pust als Fischdampfer in Dienst gestellt. Ob der Dampfer nach Gerhard von Scharnhorst oder dem Panzerkreuzer SMS Scharnhorst, der ebenfalls in der Falklandschlacht sank, benannt wurde, ist unbekannt. 
Über den Einsatz der Scharnhorst ist weiter nichts bekannt. Sie ging auf einer Fangreise ins Weiße Meer im November/Dezember 1927 mit ihrer 13-köpfigen Besatzung vermutlich durch Strandung auf Kaminskaja Semlja (Kap Kanin) verschollen. Die verschollene Besatzung setzte sich zusammen aus:
- Franz Schrie, Kapitän
- Johann Schulz, 1. Steuermann
- Hermann Heuer, 2. Steuermann
- Rudolf Kosak, Netzmacher
- Wilhelm Latz, Matrose
- Fr. Schreier, Matrose
- Chr. Brase, Matrose
- Anton Rosenbeck, Matrose
- Fr. Rumreich, Matrose
- Max Linck, 1. Maschinist
- P. Wegner, 2. Maschinist
- Martin Schmidt, Heizer
- A. Schwert, Heizer